# تاکاهیرو سایتو
تاکاهیرو سایتو (انگلیسی: Takahiro Saito؛ زادهٔ ۲۱ نوامبر ۱۹۹۰) بازیکن فوتبال اهل ژاپن است.